# Veni Creator Spiritus

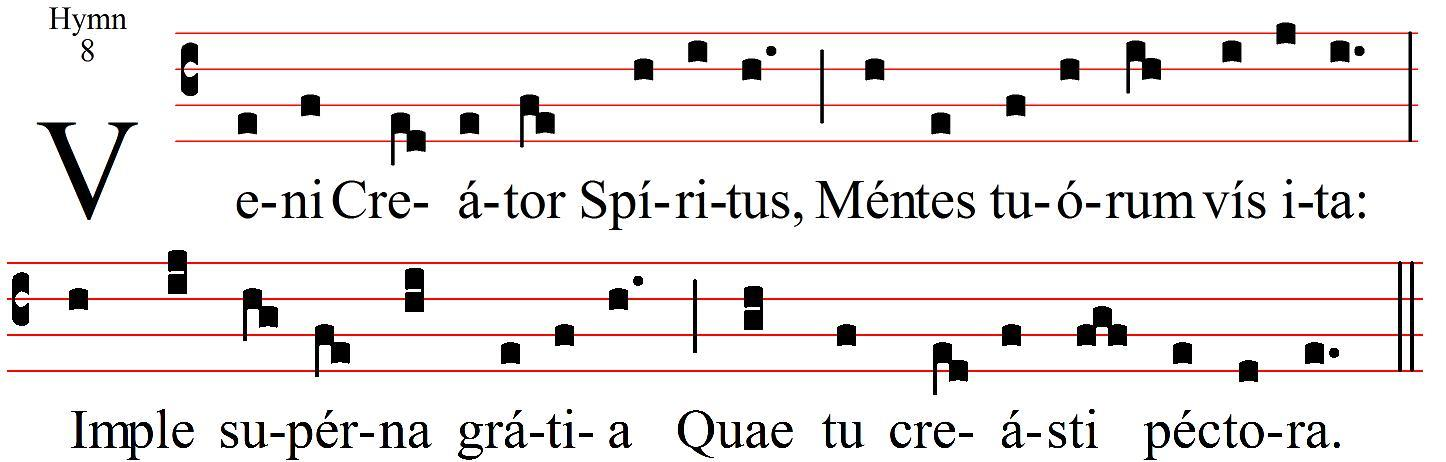
Inizio dello spartito del Veni Creator Spiritus, in notazione quadrata

Il Veni Creator Spiritus, in italiano Vieni Spirito Creatore, è un inno liturgico dedicato allo Spirito Santo ed attribuito a Rabano Mauro, arcivescovo di Magonza, vissuto nel IX secolo.
La versione più conosciuta è quella gregoriana, ma è stato musicato anche da numerosi autori di musica polifonica, classica e contemporanea.
Viene regolarmente cantato nell'ufficio delle Lodi e dei Vespri della festa di Pentecoste e viene spesso accostato alla sequenza Veni Sancte Spiritus.
Oltre che a Pentecoste, viene anche cantato in particolari avvenimenti solenni, quali la messa del primo giorno dell'anno, durante il rito di canonizzazione o di ordinazione episcopale, in occasione di concili e sinodi, e, in aggiunta, viene intonato nella Cappella Sistina dai cardinali immediatamente prima dell'inizio del conclave.
L'inno fu inoltre arrangiato e musicato da Gustav Mahler, che lo utilizzò per la prima parte della sua Sinfonia n. 8.

## Testo e traduzioni

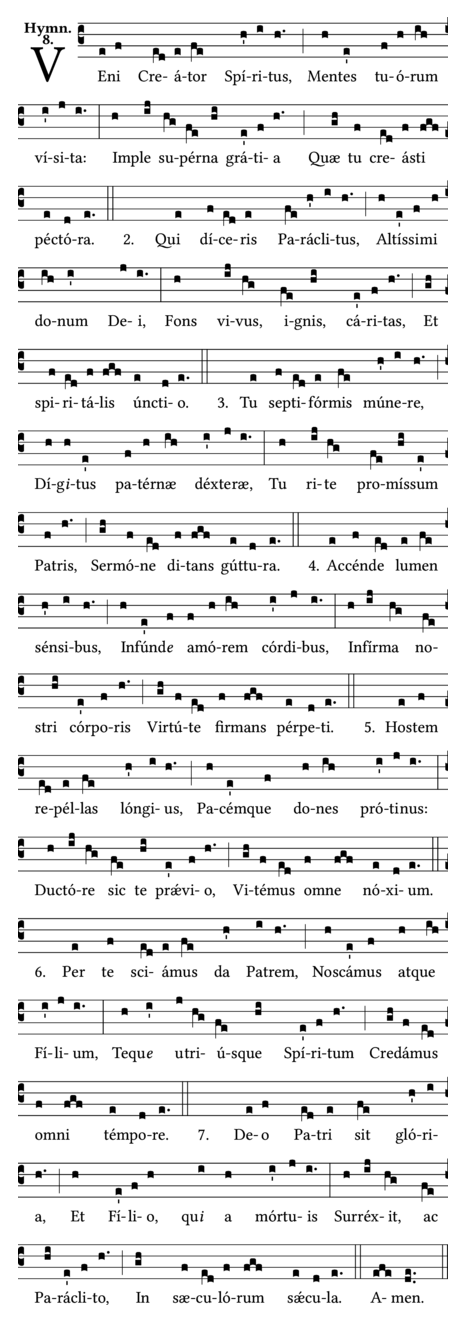
Spartito del Veni Creator Spiritus, in notazione quadrata

| Inno latino Veni, creator Spiritus, mentes tuorum visita, imple superna gratia, quae tu creasti pectora. Qui diceris Paraclitus, altissimi donum Dei, fons vivus, ignis, caritas, et spiritalis unctio. Tu septiformis munere, digitus Paternae dexterae, tu rite promissum Patris, sermone ditans guttura. Accende lumen sensibus, infunde amorem cordibus, infirma nostri corporis virtute firmans perpeti. Hostem repellas longius pacemque dones protinus; ductore sic te praevio vitemus omne noxium. Per Te sciamus da Patrem, noscamus atque Filium, Te utriusque Spiritum credamus omni tempore. [Deo Patri sit gloria, et Filio, qui a mortuis surrexit, ac Paraclito, in saeculorum saecula.] Amen. | Traduzione adattata Vieni, o Spirito creatore, visita le nostre menti, riempi della tua grazia i cuori che hai creato. O dolce consolatore, dono del Padre altissimo, acqua viva, fuoco, amore, santo crisma dell'anima. Dito della mano di Dio, promesso dal Salvatore, irradia i tuoi sette doni, suscita in noi la parola. Sii luce all'intelletto, fiamma ardente nel cuore; sana le nostre ferite col balsamo del tuo amore. Difendici dal nemico, reca in dono la pace, la tua guida invincibile ci preservi dal male. Luce d'eterna sapienza, svelaci il grande mistero di Dio Padre e del Figlio uniti in un solo Amore. [Sia gloria a Dio Padre, al Figlio, che è risorto dai morti e allo Spirito Santo per tutti i secoli dei secoli.] Amen. | Traduzione letterale Vieni, Spirito Creatore, visita le menti dei tuoi: riempi di superna grazia i cuori che Tu creasti. Tu che sei detto Paraclito, dono del Dio altissimo, fonte viva, fuoco, carità, e spirituale unzione. Tu dono settiforme, dito della Paterna destra, Tu solenne promessa del Padre, che moltiplichi l'umana favella. Accendi lume ai sensi, infondi amore nei cuori, rafforza i nostri corpi deboli con la forza di resistere. Respingi lontano il nemico, e donaci insieme la pace, così che seguendo la Tua guida, evitiamo ogni male. Per mezzo tuo facci conoscere il Padre, facci conoscere il Figlio e facci credere in te, in ogni momento Spirito di entrambi. [A Dio Padre sia gloria, e al Figlio, che dai morti è resuscitato, e al Paraclito, nei secoli dei secoli.] Amen. | Traduzione poetica Vieni divino Spirito le menti a visitar, dà la tua grazia all'anime che piacque a te crear. Dono del Nume altissimo, Paraclito immortal, fonte d'amor vivissimo, unzione spirital. Dono per noi settemplice, dito del Dio sovran, che nella forza uguagli. Con giuro non fallibile, promesso a noi dal ciel, Tu prodigiosi eloquii, Insegni a' tuoi fedel. I nostri sensi illumina, a discoprire il ver, e il nostro fral fortifica col sommo tuo poter. Un santo amor predomini i cuor già sacri a te, Tu sia de' tuoi proseliti il difensore, il re. Per te deluso e profugo, l'oste d'averno andrà, e ai nostri cuori pristina pace ritornerà. Dietro la tua benefica scorta chi mai perì? Per te ci arride splendida la notte al par del dì. Il Padre e l'Unigenito conosciam per te. Né in te, regale spirito, scemisi mai la fe'. [Te primo Padre ai secoli io sempre canterò, insieme a Lui che reduce da morte trionfò. Né mai la terra immemore, fora di te, Signor, che per divin procedere, sei d'ambedue l'amor.] Così sia. |

### La settima strofa
In vari manoscritti antecedenti al Concilio Ecumenico Vaticano II compare una settima strofa che, secondo alcuni studiosi, si ascriverebbe allo stesso Rabano Mauro. A seguito della rivisitazione liturgica della liturgia delle ore ad opera del Vaticano II, gli esperti hanno ritenuto che la sesta strofa dell'inno fosse già la sua dossologia, e che la settima provenisse da un altro inno.

## Esecuzioni famose

### Versioni per coro
- Joseph Renner jun.: Veni Creator Spiritus coro a 8 voci (verso il 1900).
- Gustav Mahler: 1. movimento della sua VIII Sinfonia (1910). In quest'opera Mahler inserisce l'inno in relazione alla scena finale della seconda parte del Faust, che rappresenta il fondamento del secondo movimento.
- Karol Szymanowski: Veni Creator, per soprano, coro e orchestra, op. 37 (1930).
- Carl Orff: Veni Creator Spiritus per due cori a cappella (1953).
- Johann Nepomuk David: Veni Creator Spiritus, per un coro misto a cappella (1957).
- Hermann Schroeder: Veni creator Spiritus, inno per grande orchestra, op. 39 (1961/62).
- Alwin Michael Schronen: Veni creator Spiritus, per coro maschile a cappella (1995).
- Walter Steffens: Veni, Creator Spiritus, per piano e coro misto (1981).
- Carlo Pedini: Veni creator spiritus per coro, organo e flauto (2000).
- Meindert Boekel: Veni Creator Spiritus, per coro maschile e orchestra a fiati. Qualche punto della partitura può essere assegnato a un soprano.
- Cristóbal Halffter: Veni Creator Spiritus per coro SATB, complesso corale con la partecipazione del pubblico, organo ad libitum e complesso strumentale.[10]
- Domenico Bartolucci: Veni Creator Spiritus per 4 voci pari e solista alternato alla melodia gregoriana (eseguito anche nel film del 1968 L'uomo venuto dal Kremlino)[11]

### Elaborazioni per organo
- Nicolas de Grigny: Veni Creator, da: Livre d'orgue.
- Johann Gottfried Walther: Preludio corale Komm, Gott, Schöpfer, Heiliger Geist, Nr. 68, 69 (Fuga in Consequenza, nella quale il Consequente seque la Guida per una Diapente grave sopra 'l Soggetto), 70.
- Johann Sebastian Bach: Preludio corale Komm, Gott, Schöpfer, Heiliger Geist BWV 667 (di Arnold Schönberg elaborato per orchestra).
- Otto Olsson: Gregorianska melodier op. 30 (1910).
- Maurice Duruflé: Prélude, Adagio et Choral varié sur le Veni Creator op. 4 (1930).
- Zoltán Gárdonyi: Partita sopra Veni Creator Spiritus (1958).
- Jean Langlais: Trois Méditations sur la Sainte Trinité : Le Père – Le Fils – Le Saint Esprit (1962).
- Peter Maxwell Davies: Veni Creator Spiritus op. 225 (2002).[12]
- Ludger Stühlmeyer: Komm, Heilger Geist, der Leben schafft (2016), dedicato al nunzio Nikola Eterović.
- Zsolt Gárdonyi: Toccata Veni Creator Spiritus (2020).

### Arrangiamenti (non per coro o organo)
- Mina incise una versione, contenuta nel disco di musica sacra Dalla terra.